# Пітер Фернандес
Пітер Фернандес (15 вересня 1916 — 24 січня 1981) — індійський хокеїст на траві.
Олімпійський чемпіон 1936 року.